# Hohenegg (Kleines Wiesental)

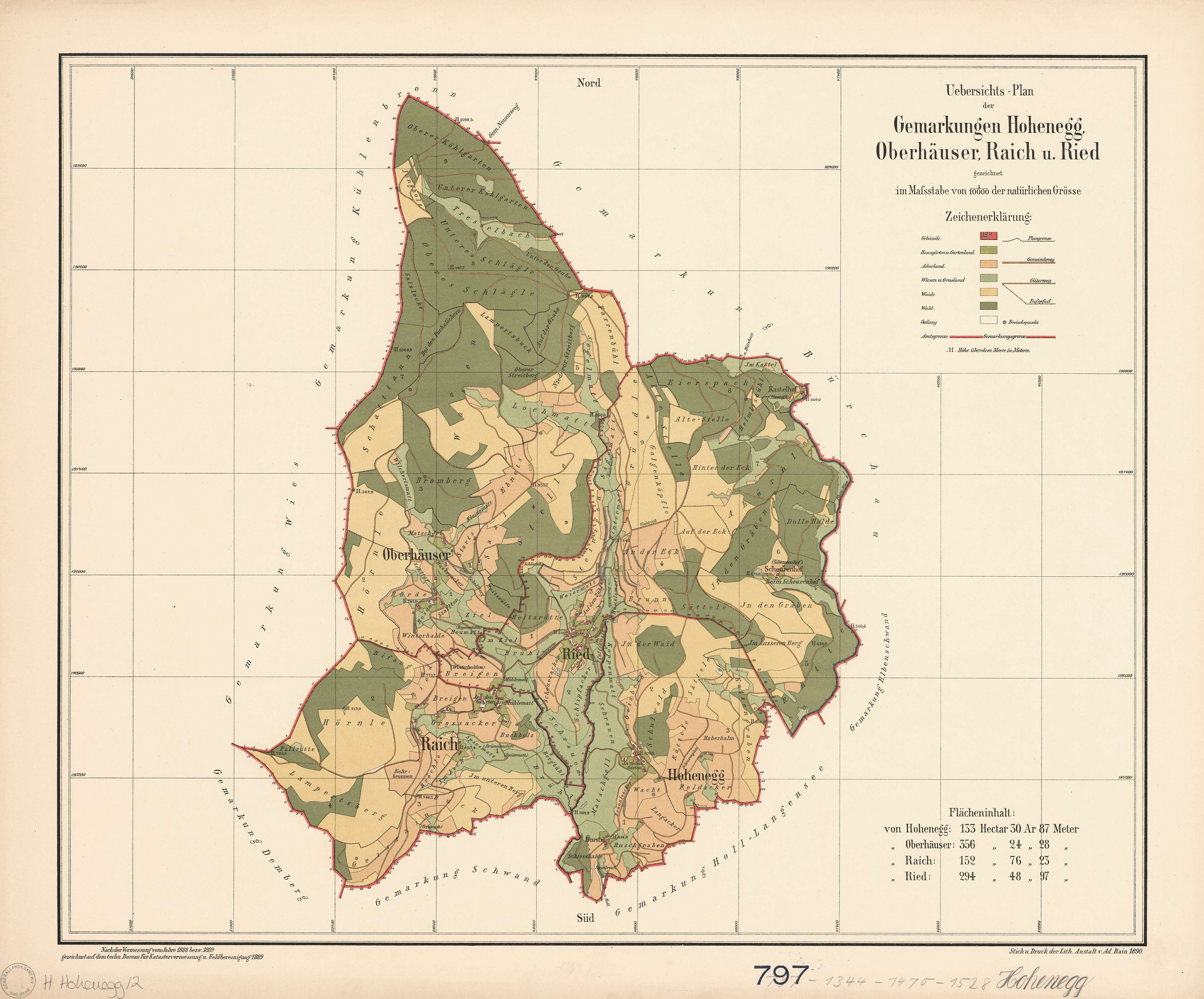
Hohenegg als Teil von Raich in einer Karte von 1890

Hohenegg ist ein Wohnplatz der ehemals selbstständigen Gemeinde Raich, die seit dem 1. Januar 2009 zur Gemeinde Kleines Wiesental gehört. Hohenegg befindet sich auf einer Höhe von  rund 655 m ü. NHN und weist eine Gemarkungsfläche von gut 133 Hektar auf.

## Geschichte
Das Gut „ze Hohenegge“ mit seiner Mühle kam 1278 von Dietrich von Rotenberg an das Kloster St. Blasien. Vogtei und Landeshoheit ging von den Herren von Rötteln auf die Markgrafen von Hachberg-Sausenberg über.
Im Bereich des Wohnplatzes Burstel wird eine abgegangene Burg vermutet, die mit den Herren von Waldeck in Verbindung gebracht wird.